# Ruwe boormossel

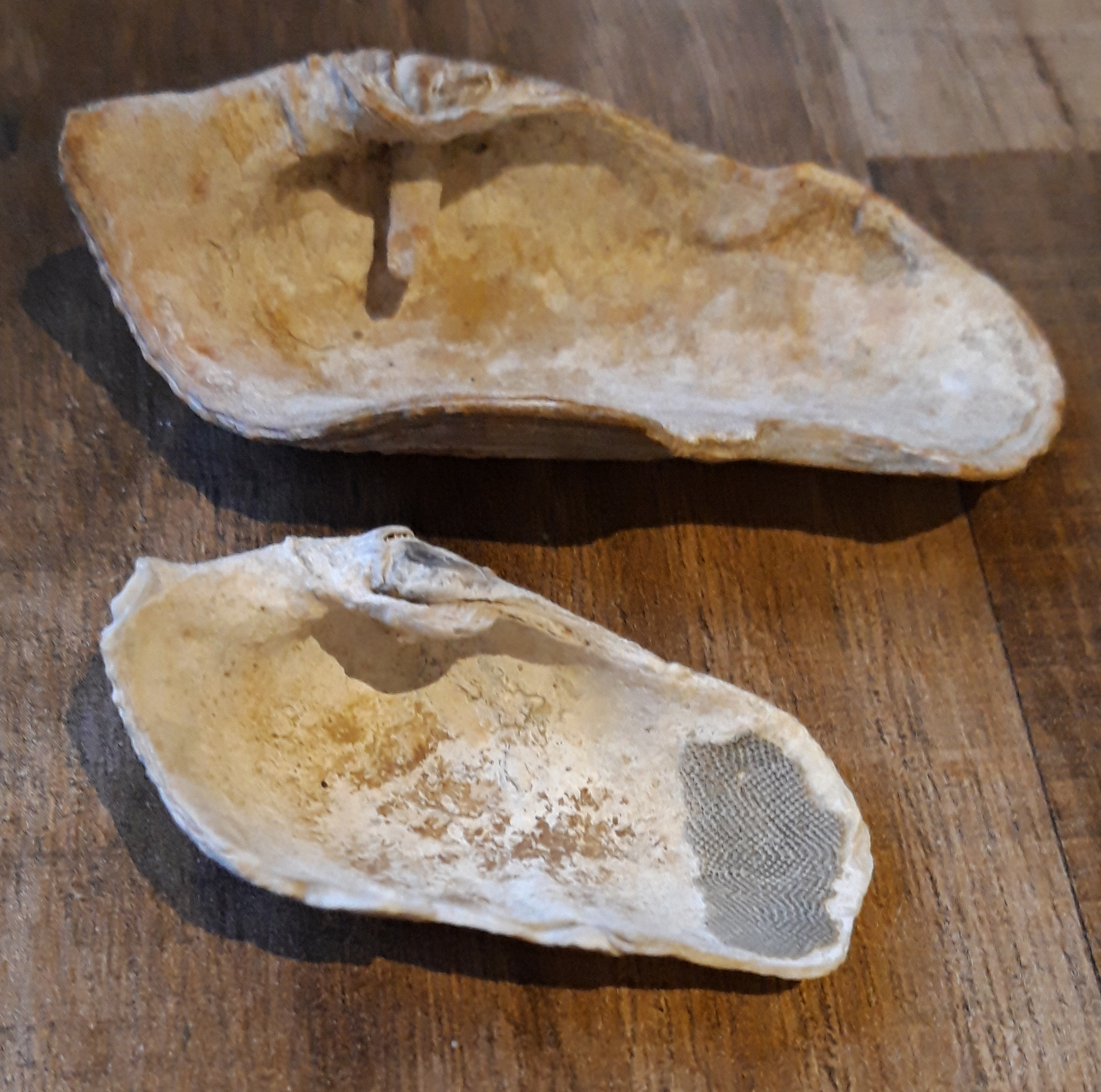
Twee schelpen gevonden op Goeree binnenzijde

De ruwe boormossel (Zirfaea crispata) is een tweekleppigensoort uit de familie Pholadidae. De wetenschappelijke naam van de soort is gepubliceerd in 1758 door Linnaeus in de tiende editie van Systema naturae. 

## Uiterlijk
De schelp is stevig en kan tot 85 mm lang worden, en 5 cm breed. Een bijzonderheid, die deze boormossel ook onderscheidt van de Amerikaanse boormossel en de witte boormossel is de naar buiten omgeslagen rand van de schelp. De schelp onderscheidt zich van de kleine boormossel door de groef over het midden.
De schelp is wit of grijs, de buitenste laag, de opperhuid is bruingeel. Van binnen zijn de schelpen wit. Aan de buitenzijde loopt een ondiepe groef, min of meer in het midden. De ribbels van de schelp zijn aan de ene kant van de groef concentrisch en glad, aan de andere kant golvend en geribbeld. De ribbels lopen in stralen vanaf een punt naar de rand. Aan de binnenkant van de schelp zit een krom uitsteeksel, een apofyse, evenwijdig aan de kromming van de schelp.
De twee kleppen kunnen niet sluiten, dit noemt men "gapen." De kleppen zijn alleen met elkaar verbonden aan de bovenzijde, bij de scharnier.
Het weekdier zelf heeft een roodbruine kleur. De sifo van het dier is tot 20 cm lang en zo groot dat die niet in de schelp kan worden teruggetrokken. De sifo heeft twee buizen, een voor de toevoer, de andere voor de afvoer van water en afvalstoffen. De sifo heeft een gefranjerde ingang om vervuiling buiten te houden. Ook de voet van het dier steekt aan de onderzijde buiten de schelp uit.
Het weekdier heeft drie speciale organen voor het produceren van lichtgevend slijm. Het is onbekend waar dat voor dient.
Rechter en linker klep van hetzelfde exemplaar:

Rechter Klep
Linker Klep

## Voorkomen
De schelp komt voor in off-shore gebied van de Noordzee, op dieptes van 2 tot 40 m maar ook in de Waddenzee en in de Oosterschelde. Verder langs in de Oostzee tot Kiel, langs de Noorse en Britse kust, in de Golf van Biskaje, en aan de overzijde van de Atlantische Oceaan van Labrador (Canada) tot Maryland (VS).
Losse kleppen spoelen aan op het strand, langs de gehele kust van Nederland en België.

## Leefwijze
Het weekdier graaft zich in de bodem van de Noordzee in, en spoelt soms aan in stukken veen of hout. Het kan zich ingraven in veenresten, in klei, in zacht gesteente, of (zelden) in hout. Het dier graaft zich tot 30 cm diep in en blijft zijn hele leven ingegraven. Als het dier groeit, moet het zich dieper ingraven om ruimte te maken.
Ingegraven in hout blijven de schelpen kleiner dan in zachter substraat. Het ingraven gebeurt met de geribbelde voet van de schelp, waarbij het dier een wrikkende beweging maakt. De punten zijn bij oudere exemplaren afgesleten.
Het weekdier leeft van plankton dat het uit het water filtert. Het dier kan tot 5 jaar oud worden.

## Synoniemen
Synoniemen voor de wetenschappelijke naam zijn:
- Mya crispata (Linnaeus, 1758)
- Pholas bifrons (da Costa, 1778)
- Pholas crispata (Linnaeus, 1758)
- Zirfaea crispata truncata (Kaas, 1939)

Barnea:
candida · 
cylindrica · 
parva · 
Martesia:
striata · 
Pholadidea:
loscombiana · 
Pholas:
dactylus · 
Zirfaea:
crispata